# Hylaeus perkinsianus
Hylaeus perkinsianus là một loài Hymenoptera trong họ Colletidae. Loài này được Timberlake mô tả khoa học năm 1926.